# Аксінопальпіс

Аксінопа́льпіс (лат. Axinopalpis Dejean, 1835) — рід жуків з родини вусачів. В Українських Карпатах зустрічається один вид:
Аксінопальпіс малий рудий (Axinopalpis gracilis Krynicki, 1832 ssp. gracilis (Krynicki, 1832))